# 金剛 (藝人)
金剛（英語：King Kong，1981年1月19日—），原名李信樵，台灣男演員及主持，2002年在台灣出道，並因演出《麻辣鮮師》第三代的「金剛」走紅，2009年接受無綫電視高層樂易玲建議而決定往香港發展，曾為無綫電視合約藝員；2011年憑《巾幗梟雄之義海豪情》「向山鐵也」一角在《星和無綫電視大獎》奪得「最佳 TVB 飛躍進步男藝人」獎，2020年至2024年曾為邵氏兄弟旗下藝人。

## 簡介
金剛有一名任職小學教師的胞妹，曾就讀臺北市士林區葫蘆國民小學、臺北市私立泰北高級中學及台北海洋技術學院，畢業後曾在髮型屋工作，不久被星探發掘而當上藝人。他於2002年投身台灣演藝圈，並演出《麻辣鮮師》第三代的「金剛」，自此以之為其藝名，後來在台灣亦曾參演多套劇集及主持不同的綜藝節目。其後他加入台灣 TVBS，以尋求更多演出機會，惟出道初期曾有5年時間只當通告藝人（即擔任綜藝節目嘉賓）。因為受歡迎程度依然不高，無綫電視高層樂易玲建議他赴異地發展，遂於2009年決定前往香港和加入無綫電視，並因其粵語咬字不清、2010年在《超級遊戲獎門人》中有搞笑演出而大受歡迎。
2011年，金剛以《巾幗梟雄之義海豪情》裡「向山鐵也」一角奪取《星和無綫電視大獎》「最佳 TVB 飛躍進步獎 - 男藝人」。2015年，他接拍電視劇《愛情食物鏈》，在劇中首度擔任第一位男主角，是第一次與小儀合作拍攝電視劇集。同年11月26日凌晨近3時，他捲入一宗台灣夜場開槍案，當時跟5名友人在台北市忠孝東路「繽紛年代酒店」消遣談生意，正當準備離開時因為碰撞其他酒客而發生口角，雙方10多人從電梯口打到酒店大廳，其中對方有一名叫「藍朝福」的男子開槍。事件發生後，台北警方以「涉嫌殺人未遂」及「故意傷害」等罪名，將金剛在內的12名人士移送台北地檢署法辦，但經警方了解後便獲釋。
2016年，金剛又憑《愛情食物鏈》裡「洪鱻」一角獲提名《TVB 馬來西亞星光薈萃頒獎典禮2016》「最喜愛 TVB 電視角色」。2017年6月，他跟無綫電視完約後轉投王祖藍旗下工作室「手工藝創作」，並已以照顧父母為由搬返台灣居住。同年9月，他接受訪問時透露自2016年起開始戒煙，惟體重飆至二百一十一磅，更患有脂肪肝。2019年，他擔任 ViuTV 旅遊節目《C9旅行團》主持之一，節目裡與胞妹同遊小學時曾透露小學六年均在每次考試中，名列前茅且品學兼優；2020年加入邵氏兄弟成為旗下藝人。2021年5月，他在台北長庚醫院接受肛門廔管切除手術。

## 軼聞
2005年，金剛頭頂曾經生了一個皮下脂肪瘤，2007年時脂肪瘤腫大且十分疼痛，於是他決定開刀切除，並已完全康復。他於2009年往香港發展，2010年在《超級遊戲獎門人》經常以「嘩，不得了啦！」作開場白台詞，故此成為其口頭禪。2013年，他曾於節目《街坊廚神食四方》及《街坊廚神舌戰新台韓》中透露自己對蝦過敏且不能吃辣的食物；2015年與喬寶寶、黃又南及一位圈外人合資開設「金尊大閘蟹」分銷店，更在香港九龍油麻地果欄開設「三兄弟果欄」水果店，從事生果批發生意。另外，他在某個專訪中曾經透露自己天生是捲頭髮，但因為覺得捲頭髮難打理，所以由18歲起保持剃髮。
金剛雖然在香港已經發展了一段時間，但與部分台灣藝人仍然保持著好友關係，如小甜甜。

## 感情生活
金剛曾與香港小姐張嘉兒及電台主持阮小儀傳緋聞。2013年曾與藝人陳蕊蕊交往，但兩人於2016年4月因性格不合而結束關係。2019年4月22日，他透過 Instagram 宣佈跟台灣饒舌歌手梁云菲交往。惟兩人在2020年4月19日各自宣佈分手。2020年8月18日，他再宣布與女演員小嫻交往。至2022年5月11日以臉書直播透露分手消息。

## 演出作品

### 電視劇（台灣）
| 首播   | 劇名           | 角色                         |
| 2002年 | 麻辣鮮師第三代 | 錢信樵（金剛）               |
| 2002年 | MVP情人        | 邱勇强（金剛）               |
| 2002年 | 天下無雙       | 阿 力                        |
| 2003年 | 七年級生       | 阿 布                        |
| 2003年 | 舞動奇蹟       | 狗仔記者                     |
| 2004年 | 愛情合約       | 金 剛                        |
| 2004年 | 靚女郎         |                              |
| 2004年 | 眉飛色舞       |                              |
| 2004年 | 再看我一眼     |                              |
| 2005年 | 惡男宅急電     | 歐 咕（宅急電員工）          |
| 2005年 | 惡靈05         | 羅志宏                       |
| 2006年 | 八星報喜       | 天 翔                        |
| 2006年 | 驚異傳奇       | 高榮浩（單元十八：寫真手札） |

### 電視劇（無綫電視）
| 首播   | 劇名               | 角色             |
| 2009年 | 學警狙擊           | 韓志忠           |
| 2010年 | 女王辦公室         | 陳永仁           |
| 2010年 | 巾幗梟雄之義海豪情 | 向山鐵也         |
| 2011年 | 荃加福祿壽探案     | 雷勁揪           |
| 2012年 | 4 In Love          | 林力行           |
| 2012年 | 怒火街頭2          | 黃作文           |
| 2012年 | 造王者             | 元顏銀虎         |
| 2013年 | 衝上雲霄II         | King Kong        |
| 2014年 | 食為奴             | 文松五郎         |
| 2014年 | 女人俱樂部         | 阿 添            |
| 2015年 | 天眼               | 趙國熊（大灰熊） |
| 2015年 | 張保仔             | 劉 星            |
| 2016年 | 愛情食物鏈         | 洪 鱻            |
| 2016年 | 巾帼枭雄之谍血长天 | 武田介男         |
| 2017年 | 迷                 | 張 克            |
| 2017年 | 降魔的             | 馬家烈（力哥）   |
| 2024年 | 狀王之王           | 宋阿九           |

### 電視劇（其他）
| 首播     | 劇名             | 角色   |
| 邵氏兄弟 |                  |        |
| 2018年   | 守護神之保險調查 | 林耀揚 |
| 東方衛視 |                  |        |
| 2021年   | 也平凡           | 豹 哥  |

### 綜藝節目（中港）
| 首播          | 節目名                   | 備註     |
| 無綫電視      |                          |          |
| 2009年        | 大咕窿                   | 演出     |
| 2011年        | 獎門人暑假旅行團         | 演出     |
| 2016年        | 2017 TVB節目巡禮星光晚宴 | 嘉賓     |
| 2018年        | 降魔的 捉妖遊戲          | 演出     |
| 2023年        | 濠玩夏水禮               | 演出     |
| 2023年        | 獎門人中秋感謝祭         | 主持     |
| 2023年        | 獎門人秋季感謝祭         | 主持     |
| 2024年        | 獎門人新春感謝祭         | 主持     |
| 2024年        | 獎門人恭喜發財全盒       | 重溫片段 |
| 優酷          |                          |          |
| 2016 - 2017年 | 勝利的遊戲               | 常駐嘉賓 |

### 電影
| 首映   | 電影名                       | 角色              |
| 2002年 | 愛情靈藥                     | 超商店員甲        |
| 2002年 | 喜歡你，喜歡我的樣子         |                   |
| 2006年 | 魔鬼女教師                   |                   |
| 2007年 | 午夜照相館                   |                   |
| 2008年 | 葉問                         |                   |
| 2010年 | 分手說愛你                   | Kelvin            |
| 2010年 | 綫人                         | 爆 豬             |
| 2010年 | 婚前試愛                     | 德（警察）        |
| 2011年 | 我愛HK開心萬歲               | 街 坊             |
| 2011年 | 勁抽福祿壽                   | 演 員（日本軍官） |
| 2011年 | 人約離婚後                   | 婚禮剋星          |
| 2011年 | 戀夏戀夏戀戀下               |                   |
| 2011年 | Laughing Gor之潛罪犯         | 二代目            |
| 2012年 | 2012我愛HK 喜上加囍          | 福建魚            |
| 2012年 | 爛賭夫鬥爛賭妻               | 金牙貴            |
| 2012年 | 喜愛夜蒲2                    | 韓 總             |
| 2013年 | Together在一起               | 阿 速             |
| 2013年 | 藍色奇蹟Blue（無綫電視電影） | 軍 人             |
| 2013年 | 瘋子遊天下                   | 猩猩爺            |
| 2014年 | 男人唔可以窮                 | 蘇志華（German）  |
| 2014年 | 3D冰封俠：重生之門           | 金舖經理          |
| 2015年 | 台北夜蒲團團轉               | 風嵐哥            |
| 2016年 | 賭城風雲III                  | 基隆黑金剛        |
| 2016年 | Good Take!                   |                   |
| 2016年 | 刑警兄弟                     | 李仲尼（Johnny）  |
| 2017年 | 掃黃                         | 生 哥             |
| 2017年 | 愛情奴隷獸                   |                   |
| 2018年 | 濟公之英雄歸位（網絡電影）   | 大鵬鳥            |
| 2018年 | 噬膽72（電視電影）           | 特別來賓          |
| 2018年 | 濟公之神龍再現（網絡電影）   | 大鵬鳥            |
| 2018年 | 濟公之神龍再現（網絡電影）   | 雙 月             |
| 2018年 | 王牌教師 麻辣出擊            | 金 剛             |
| 2018年 | 冒牌搭檔                     | 小 剛             |
| 2019年 | 好漢三條半（網絡電影）       |                   |
| 2019年 | 濟公之降龍有悔（網絡電影）   | 大鵬鳥            |
| 2019年 | 你咪理，我愛你！             | 曹 俊             |
| 2019年 | 最佳男友進化論               | 大 春             |
| 2020年 | 降龍大師：魔龍咒（網絡電影） | 葫 蘆             |
| 2020年 | 二郎神之怒天神將（網絡電影） | 哮天犬            |
| 2020年 | 二郎神之戰神歸來（網絡電影） | 哮天犬            |
| 2021年 | 狄仁傑：長安變（網絡電影）   | 李德龍            |

### 音樂錄影帶
| 首播   | 歌手   | 歌曲       |
| 2000年 | 江美琪 | 上帝的幫助 |

### 主持節目（台灣）
| 首播 | 節目名       | 備註     |
|      | 愛喔傳言板   |          |
|      | Party School |          |
|      | 5oC FUN賣機  |          |
|      | 酷獸風神榜   |          |
|      | 邱比特別鬧了 | 台灣TVBS |
|      | 娛樂新聞     |          |
|      | 食尚玩家     |          |

### 主持節目（無綫電視）
| 首播          | 節目名                     | 備註 |
| 2008 - 2009年 | 超級樂壇全接觸             | TVB8 |
| 2008 - 2009年 | 娛樂最前線                 | TVB8 |
| 2009年        | 娛樂金剛圈                 | TVB8 |
| 2009年        | 情迷TVB戲劇之王            | TVB8 |
| 2010年        | 快樂道里                   | J2 |
| 2010年        | 超級巨聲                   | 客席主持 |
| 2010年        | 超級遊戲獎門人             | 與曾志偉、錢嘉樂、江欣燕、王志安合作                                                                                        |
| 2010年        | 萬寧星級健康智囊團         | |
| 2010 - 2011年 | 宜室宜居有辦法             | |
| 2011年        | 街坊廚神                   | 與阮小儀合作 |
| 2011年        | 萬千星輝賀台慶             | 與汪明荃、鄭裕玲、曾志偉、陳百祥、陳芷菁、陳敏之、李浩林合作                                                                |
| 2011 - 2012年 | 勁歌金曲                   | 與黃山怡合作 |
| 2012年        | 五覺大戰                   | 與錢嘉樂、洪天明合作 |
| 2012年        | 萬千星輝賀台慶             | 與汪明荃、鄭裕玲、曾志偉、陳百祥、陳芷菁、崔建邦、黎芷珊合作                                                                |
| 2013 - 2014年 | 超級無敵獎門人 終極篇      | 與曾志偉、陳小春、錢嘉樂、林曉峰、王祖藍、阮兆祥、江欣燕、王志安、蘭茜合作                                                  |
| 2013年        | 街坊廚神食四方             | 與阮小儀合作 |
| 2013年        | 度身訂造旅行團             | 與黃山怡、黃心穎、朱千雪合作                                                                                                |
| 2015年        | 學是學非（第二輯）         | 嘉賓主持 |
| 2015年        | 街坊廚神舌戰新台韓         | 與阮小儀合作 |
| 2015年        | 進擊昇龍道                 | 與張秀文合作 |
| 2016年        | 2015年度TVB8金曲榜頒獎典禮 | 與胡蓓蔚、崔建邦合作 |
| 2016年        | 街坊廚神舌戰愛情食物鏈     | 與阮小儀合作 |
| 2016年        | 男人食堂                   | 與許紹雄、梁烈唯合作 |
| 2016年        | 我愛香港                   | 與曾志偉、錢嘉樂、林曉峰、江欣燕、吳家樂、洪天明、阮兆祥、鄭詩君、陸 永、楊詩敏、翟凱泰、黃心穎、麥美恩、何雁詩、張惠雅合作 |
| 2016年        | 街坊廚神舌戰東京           | 與阮小儀合作 |
| 2017年        | 街坊廚神番外篇の開年舌戰   | 與阮小儀合作 |
| 2017年        | 香港可以這樣玩             | 主持第4、5集（TVB8） |
| 2018年        | 街坊廚神重出江湖           | 與阮小儀合作 |
| 2022年        | 一日打工仔                 | 與思霆合作 |
| 2023年        | 請1日假去旅行:台北篇       | 與思霆合作 |
| 2023年        | 濠玩夏水禮                 | 與林盛斌合作 |

### 主持節目（其他）
| 首播         | 節目名           | 備註                                 |
| 星和視界     |                  |                                      |
| 2011年       | 星和無綫電視大獎 | 與陳芷菁合作                         |
| 2012年       | 星和無綫電視大獎 | 與陳芷菁合作                         |
| ViuTV        |                  |                                      |
| 2019年       | C9旅行團         | 與麥長青、蔡寶欣合作                 |
| 2020年       | 金剛旅神團       | 與陳俞希、沈殷怡、練美娟、余逸思合作 |
| 2021年       | 掃街達人         | 與許綽婷合作                         |
| 網絡         |                  |                                      |
| 2019年       | 團媽聊什麼       | 與王思佳、梁云菲合作                 |
| 廣東影視頻道 |                  |                                      |
| 2022年       | 為食神探         |                                      |

### 廣告
| 年份   | 產品                                                          |
|        | MTV台形象廣告                                                 |
| 2010年 | 意美廚                                                        |
| 2011年 | 獅王「潔白牙膏」                                              |
| 2011年 | 可口可樂「CHOK獎」                                            |
| 2011年 | 豐田汽車「Ractis」                                            |
| 2011年 | 元氣鹼梅陳醋                                                  |
| 2014年 | 永豐信貸                                                      |
| 2015年 | 金尊大閘蟹                                                    |
| 2015年 | 香港經濟日報「Career Times 旗下 CTgoodjobs.hk × 陰工 KILLER」 |
| 2016年 | 小肥牛火鍋活魚專門店                                          |

## 曾獲獎項與提名
| 年份   | 獎項                                                                              | 結果             |
| 2011年 | 星和無綫電視大獎「最佳TVB飛躍進步獎男藝人」 （向山鐵也 - 《巾幗梟雄之義海豪情》） | 獲獎             |
| 2016年 | TVB 馬來西亞星光薈萃頒獎典禮2016「最喜愛TVB電視角色」 （洪鱻 - 《愛情食物鏈》）   | 提名             |
| 2017年 | 萬千星輝頒獎典禮2017「最佳男配角」 （張克 - 《迷》）                              | 提名             |
| 2018年 | 觀眾在民間電視大奬2017「民選最佳戲劇拍檔」 （與馬國明及小儀）                     | 提名（最後五強） |

## 外部連結
- 金剛69的新浪微博
- 金 剛的Facebook專頁
- 金 剛的Instagram帳戶
- 金剛在香港影庫上的簡介